# 巴格拉特四世
巴格拉特四世（1018年—1072年11月24日）是一位巴格拉季昂王朝的格鲁吉亚國王，1027年—1072年在位。他是吉奧爾基一世的兒子。

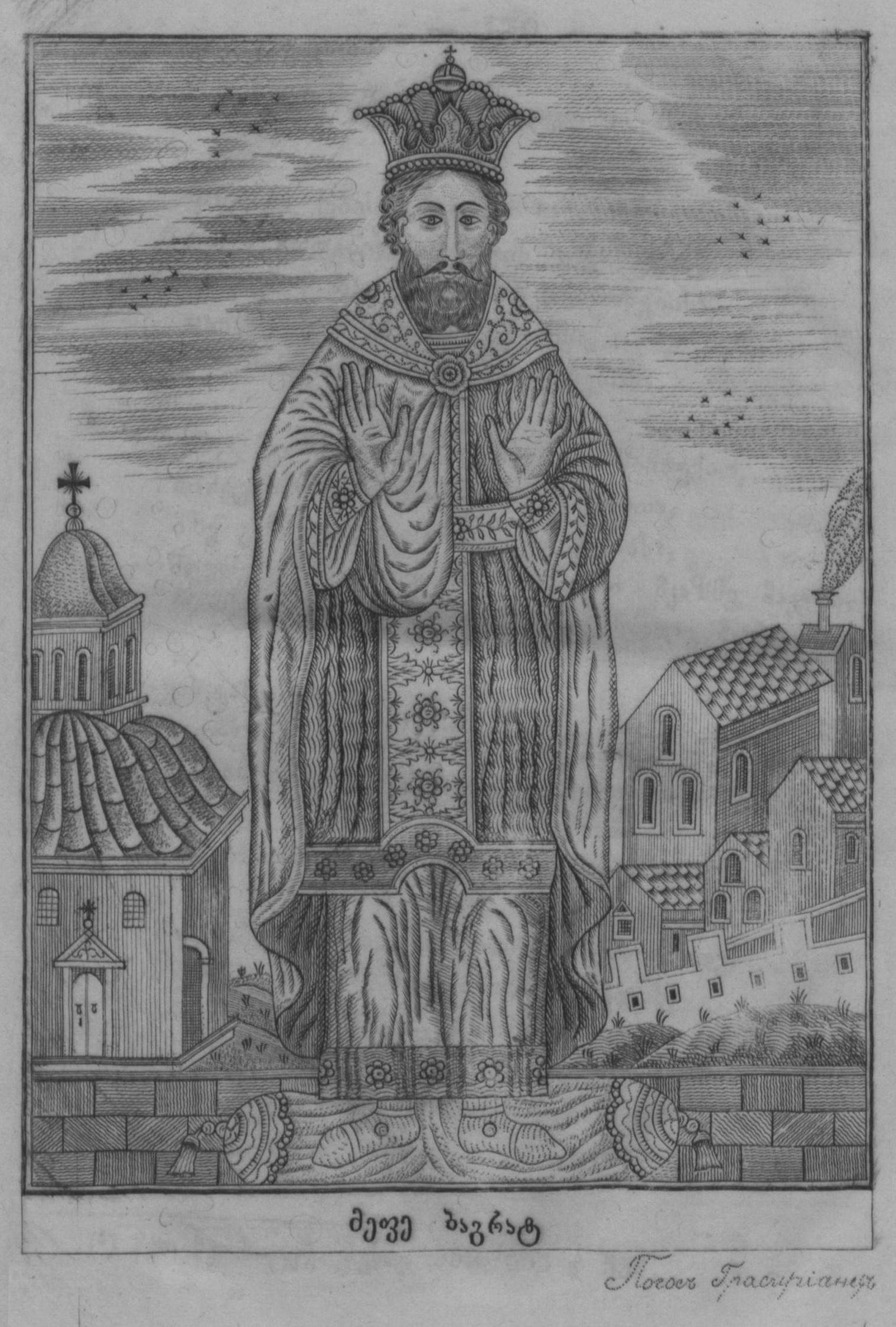
巴格拉特四世

巴格拉特四世在位初期由母親瓦斯普拉坎的瑪蓮姆攝政。東羅馬帝國皇帝君士坦丁八世原打算派兵入侵格魯吉亞，但他在1028年去世，瑪蓮姆與繼任皇帝羅曼努斯三世於1031年簽訂和約，隨後巴格拉特四世與羅曼努斯三世的姪女海倫娜·亞基爾結婚。巴格拉特四世的兒子吉奧爾基二世在1072年繼承格魯吉亞王位。